# Тюкавкина, Эмма Павловна
Эмма Павловна Тюкавкина — кандидат филологических наук, профессор, ректор Иркутского государственного лингвистического университета, член Академии гуманитарных наук, кавалер орденов Почета, «Дружбы народов».

## Биография
Эмма Павловна родилась 9 марта 1931 в с. Малета Петровск-Забайкальского района Читинской области в семье служащих.
В 1952 окончила Иркутский государственный институт иностранных языков,
В 1966 окончила аспирантуру при Московском государственном лингвистическом университете им. Мориса Тореза. После окончания института работала в Читинском педагогическом институте на различных должностях, начиная от лаборанта до проректора по учебной работе.
В 1968 защитила кандидатскую диссертацию по теме: «Пути развития и усложнения глагольных сочетаний с инфинитивом и герундием в английском языке».
С 1976 по 2001 работала ректором Иркутского государственного педагогического института иностранных языков, в 1996 году преобразованным в Иркутский Государственный Лингвистический Университет.
Автор 25 научных и методических трудов по проблемам лингвистики, теории и методики обучения иностранным языкам. Соавтор учебника английского языка для гуманитарных специальностей педагогических вузов. Действительный член Академии гуманитарных наук.
Сын — Григорий Дмитриевич Воскобойник, доктор филологических наук, профессор, ректор ИГЛУ с 2001.
Скончалась 10 февраля 2008 в г. Иркутске

## Награды и почетные звания
За свои достижения была неоднократно награждена:
- Отличник народного просвещения (1964)
- Почетный работник высшего образования Российской Федерации (1996).
- Орден «Дружбы народов»
- Орден Почета (1996)
- Медаль «За доблестный труд»
- Медаль «Ветеран труда».